# Déryné, Hol Van?
Déryné, Hol Van? es el nombre de una película Húngara de género Drama estrenada en 1975. Fue dirigida por Gyula Maár, escrita por János Pilinszky y protagonizada por la actriz Mari Törocsik interpretando a la Sra. Déryné, papel que le valió un reconocimiento como Mejor Interpretación femenina en el Festival de Cannes .

## Sinopsis
Cuenta la historia de una actriz húngara de teatro del siglo XIX llamada Déryné. Ella siente que pudo alcanzar mucho éxito y que se encuentra en la cima del arte, pero a la vez, el tiempo disminuye su belleza y su estilo de juego ya no está de moda.
Déryné no volvió a ver a su esposo durante 18 largos años, pero un día inesperado este decide regresar. Cuando su esposo reaparece, el le ofrece una vida pacífica en donde pueda tener un nido familiar sin problemas así salvarla de sus conflictos y preocupaciones. Luego, Déryné se da cuenta de que no está hecha para aquel mundo, sino por la del teatro con sus luchas, fracasos y éxitos, esto le traerá consecuencias negativas.

## Reparto
- Mari Törocsik - Déryné
- Ferenc Kállai - Déry
- Mária Sulyok - Déry anyja
- Imre Ráday - Intendáns
- Tamás Major - Jancsó, öreg színész
- Cecília Esztergályos - Schodelné
- Kornél Gelley - Magyar úr, dilettáns színész
- András Kozák - Ifjú gróf
- András Schiff - Zongorázó fiú
- Zsuzsa Zolnay - Capuletné
- Flóra Kádár - Dajka